# ساسکیا پورتو
ساسکیا پورتو (به انگلیسی: Sasckya Porto) (زادهٔ ۳۱ اکتبر ۱۹۸۴ در پرنامبوکو) مدل بین‌المللی اهل برزیل است. او در دسامبر ۲۰۰۷ پلی‌میت مجلهٔ پلی‌بوی بوده‌است.
پورتو در کودکی علاوه بر پرداختن به ورزش والیبال، باله و رقص برزیلی را نیز فرا گرفت و اولین‌بار در ۱۳ سالگی در رقابت‌های زیبایی حضور یافت. سپس در تبلیغات تلویزیونی شرکت تویوتا و جام جهانی فوتبال ظاهر شد.
در ۱۷ سالگی به‌همراه خانواده‌اش به بوستون مهاجرت کردند و در دانشگاه بوستون در رشتهٔ بازاریابی تحصیل کرد. پس از آن به نیویورک رفت تا فعالیت در صنعت مُدلینگ را ادامه دهد و در آن‌جا فعالیت‌اش را به‌عنوان یکی از مدل‌های پُرتقاضای لباس زیر زنانه در شرکت ویلهلمینا مدلز ادامه داد.